# 北島義俊
北島 義俊 （きたじま よしとし、1933年〈昭和8年〉8月25日 - 2024年〈令和6年〉2月13日）は、日本の実業家。大日本印刷前会長。
第4代社長の北島織衛の長男。妻は住友元夫の長女・喜代子。息子は北島義斉（第6代大日本印刷社長）、北島元治（大日本印刷の専務執行役員）。

## 略歴
- 1958年
  - 3月 - 慶應義塾大学経済学部卒業。
  - 4月 - 富士銀行入社。
- 1963年5月 - 大日本印刷入社。
- 1979年12月 - 第5代社長就任。前任は父で大日本印刷中興の祖でもある織衛。
- 2010年 - 日本デジタルコンテンツ協会会長[3]
- 2014年4月 - 東京医科歯科大学 経営協議会学外委員就任
- 2018年6月28日 - 同日付で社長を退任し、会長に就任[4]。後任の第6代社長には長男の義斉が就任[4]。長男の社長就任は「世襲」と批判を受けた。
- 2024年2月13日 - 老衰のため死去[5]。90歳没。

## 日本人最高の報酬
2010年3月期の有価証券報告書で、北島義俊の2010年3月期の報酬が7億8700万円だったと明らかになった。この報酬はこれまで明らかになった中では、日本人最高額である。報酬の内訳は、大日本印刷からの基本報酬が7億1000万円で大半を占めた。。
また、トップと社員（従業員平均年収647万円）の「年収格差」は122倍と、こちらも日本人トップとの差では最高であった。

## 栄典
- 平成13年（2001年）10月5日 - デンマーク王国ダンネブロ勲章ナイト[8]
- 平成19年（2007年）12月18日 - フランス共和国レジオンドヌール勲章コマンドゥール[9]